# Leptocerus savur
Leptocerus savur là một loài Trichoptera trong họ Leptoceridae. Chúng phân bố ở miền Cổ bắc.